# Высокая Жарь
Высокая Жарь — деревня в Руднянском районе Смоленской области России. Входит в состав Чистиковского сельского поселения. Население — 9 жителей (2007 год). В 2013 году деревня вымерла. Брошенные дома были разобраны или сгорели в весенних пожарах.  
Расположена в западной части области в 7 км к юго-востоку от Рудни, в 2 км севернее автодороги А141 Орёл — Витебск. В 5 км юго-восточнее деревни расположена железнодорожная станция Плоская на линии Смоленск — Витебск. В деревню ведет две дороги - через д. Заготино и прямая грунтовка от дороги на д. Чистик.  

## История
В годы Великой Отечественной войны деревня была оккупирована гитлеровскими войсками в июле 1941 года, освобождена в октябре 1943 года. В 1943 году недалеко от деревни был штаб при наступлении на г. Рудня. 